# NASA Astronautengroep 15
The Flying Escargot was de bijnaam van NASA's vijftiende astronautengroep, die in 1994 werd geselecteerd. Naast de 19 NASA-astronauten werd deze groep uitgebreid met 4 internationale missie-specialisten, te weten: Jean-Loup Chrétien (Frankrijk), Takao Doi (Japan), Michel Tognini (Frankrijk) en Dafydd Williams (Canada).
De groep bestond uit:
| Astronaut           | Aantal vluchten | Missies                                   | Status               |
| ------------------- | --------------- | ----------------------------------------- | -------------------- |
| Scott Altman        | 4               | STS-90, STS-106, STS-109, STS-125         | Pensioen 03.09.2010  |
| Michael Anderson    | 2               | STS-89, STS-107                           | Omgekomen 01.02.2003 |
| Jeffrey S. Ashby    | 3               | STS-93, STS-100, STS-112                  | Pensioen ??.06.2008  |
| Michael Bloomfield  | 3               | STS-86, STS-97, STS-110                   | Pensioen 13.07.2007  |
| Kalpana Chawla      | 2               | STS-87, STS-107                           | Omgekomen 01.02.2003 |
| Robert Curbeam      | 3               | STS-85, STS-98, STS-116                   | Pensioen 07.12.2007  |
| Joe Edwards         | 1               | STS-89                                    | Pensioen 30.04.2000  |
| Dominic Gorie       | 4               | STS-91, STS-99, STS-108, STS-123          | Pensioen 04.06.2010  |
| Kathryn Hire        | 2               | STS-90, STS-130                           | Pensioen ??.03.2010  |
| Rick Husband        | 2               | STS-96, STS-107                           | Omgekomen 01.02.2003 |
| Janet Kavandi       | 3               | STS-91, STS-99, STS-104                   | Pensioen ??.??.2005  |
| Steven Lindsey      | 5               | STS-87, STS-95, STS-104, STS-121, STS-133 | Pensioen 05.07.2011  |
| Edward Lu           | 3               | STS-84, STS-105, Sojoez TMA-2/ISS 7       | Pensioen 05.07.2011  |
| Pamela Melroy       | 3               | STS-92, STS-112, STS-120                  | Pensioen ??.07.2009  |
| Carlos Noriega      | 2               | STS-84, STS-97                            | Pensioen ??.01.2005  |
| James Reilly        | 3               | STS-89, STS-104, STS-117                  | Pensioen ??.05.2008  |
| Stephen Robinson    | 4               | STS-85, STS-95, STS-114, STS-130          | Pensioen 30.06.2012  |
| Susan Still-Kilrain | 2               | STS-83, STS-94                            | Pensioen ??.12.2002  |
| Frederick Sturckow  | 4               | STS-88, STS-105, STS-117, STS-128         | Pensioen ??.03.2013  |